# Xanthogramma flavomarginatus
Xanthogramma flavomarginatus är en tvåvingeart som först beskrevs av Gabriel Strobl 1902.  Xanthogramma flavomarginatus ingår i släktet kilblomflugor, och familjen blomflugor. Inga underarter finns listade i Catalogue of Life.